# Wolper (Luksemburg)
Wolper (lb. Wuelper) – wieś (Uertschaft) we wschodnim Luksemburgu, w kantonie Echternach, w gminie Consdorf. Do 3 października 2015 gmina leżała w dystrykcie Grevenmacher. Wieś zamieszkuje 28 osób (1 stycznia 2023).